# サモア語
サモア語（サモアご、GaganaSāmoa、IPA: [ŋaŋanasaːmoa]）は、ポリネシア諸語に属するサモア諸島の言語。サモア独立国とアメリカ領サモアの公用語でもある。

## 表記法
サモア語のアルファベットは14文字あり、その他に借用語用の3文字とコマ・リリウ (ʻ)という声門破裂音を表すためのコンマのような記号がある。
| Aa, Āā    | Ee, Ēē    | Ii, Īī    | Oo, Ōō    | Uu, Ūū       | Ff  | Gg  | Ll     | Mm  | Nn     | Pp  | Ss  | Tt     | Vv  | (Hh)  | (Kk)  | (Rr)  | ‘   |
| --------- | --------- | --------- | --------- | ------------ | --- | --- | ------ | --- | ------ | --- | --- | ------ | --- | ----- | ----- | ----- | --- |
| /a/, /aː/ | /ɛ/, /eː/ | /ɪ/, /iː/ | /o/, /ɔː/ | /ʊ, w/, /uː/ | /f/ | /ŋ/ | /l, ɾ/ | /m/ | /n, ŋ/ | /p/ | /s/ | /t, k/ | /v/ | (/h/) | (/k/) | (/ɾ/) | /ʔ/ |

### 母音
母音はa, e, i, o, u, の5つあり、どの母音も長短は区別されるため、長母音を表す場合はその文字の上にマクロンをつける〔例：tama(子供、男の子)、tamā(父)〕。二重母音はau, ao, ai, ae, ei, ou, ueがあり、uは直後に母音が来る場合に発音が/w/になる〔例：uaua(動脈、腱)→/wawa/〕。また、ごく一部の単語でaは/ə/と発音される。

### 子音
正式な発音と日常会話中の発音で異なる文字がある。正式な発音ではnは/n/、tは/t/と発音されるが、日常会話中の発音では
/n/と/ŋ/がどちらも/ŋ/と発音され、/t/は/k/と発音される。

### 外来語の表記
主に英語からの借用語が多い。その場合、借用語の綴りはサモア語で発音または表記可能な子音または母音に書き換えられる。
/k/はいくつかの例のように保持される〔Christ→Keriso、club→kalapu、coffee→kofe〕。また/t/は珍しい例である〔se totoniは英語のstockingから借用〕。
/ɹ/はいくつかの例のように/ɾ/に置き換えられる〔Christ→Keriso、January→Ianuari、number→numera〕。
/l/はその他のものに置き換えられる。〔January→Ianuali、herring→elegi〕。
/d/は/t/に置き換えられる〔David→Tavita、diamond→taimane〕。
/g/はいくつかの状況で/k/に置き換えられ〔gas→kesi〕、一時/tʃ/と/ʃ/、/dʒ/は一般的に/s/に置き換えられた〔Charles→Salesi、Charlotte→Salata、James→Semisi〕。
/h/は、いくつかの固有名詞の先頭で保持されるが〔Herod→Herota〕、しかしいくつかの例では/s/に置き換えられたり〔hammer→samala〕、別の例では取り除かれる〔herring→elegi、half-caste→afakasi〕。
/z/は/s/に置き換えられる〔Zachariah→Sakaria〕。
/w/は/v/に置き換えられる〔William→Viliamu〕。
/b/は/p/に置き換えられる〔Britain→Peretania、butter→pata〕。